# 30 noches con mi ex
30 noches con mi ex es una película de comedia romántica argentina de 2022 dirigida por Adrián Suar. Está protagonizada por Adrián Suar y Pilar Gamboa.

## Sinopsis
Luego de estar años separado de su esposa, "El turbo" acepta el pedido de su hija para que puedan convivir nuevamente por 30 días con su exesposa que se está recuperando de una larga internación. La nueva vida en familia podría reavivar los sentimientos de amor y la ilusión de estar juntos.

## Elenco
- Adrián Suar como «Turbo»
- Pilar Gamboa como «Loba»
- Rocío Hernández como Emma
- Pichu Straneo como Elías
- Jorge Suárez como Esteban
- Elisa Carricajo como Adriana
- Elvira Onetto como Liliana
- Martín Campilongo como Juancho
- Emilia Claudeville como Vanina
- Valentín Wein como «el Pájaro»